# Ayco Bastiaens
Ayco Bastiaens (Aalst, 3 juni 1996) is een Belgisch wielrenner.

## Carrière
Bastiaens reed van 2015 tot 2020 voor amateurploegen in de Belgische reeksen en won een aantal wedstrijden. In 2021 maakte hij de overstap naar Alpecin-Fenix Development Team waar hij drie seizoenen reed op continentaal niveau. In 2024 kreeg hij een contract van World Tour-ploeg Soudal Quick-Step.

## Overwinningen
2018
Bergklassement Ronde Oost-Vlaanderen
Denderwindeke
2019
Merchtem
Bever
2021
Kerniel

### Resultaten in voornaamste wedstrijden
|      | \| Jaar \| Milaan-San Remo \| Parijs-Roubaix \| \| ---- \| --------------- \| -------------- \| \| 2025 \| 147e \| opgave \| |                |
| Jaar | Milaan-San Remo | Parijs-Roubaix |
| 2025 | 147e | opgave         |

## Ploegen
- 2015 –  Bestbikes-Mathsalden Cycling Team
- 2016 –  Home Solutions-Anmapa-Soenens
- 2017 –  Van Eyck Sport
- 2018 –  United CT
- 2019 –  Davo-United CT
- 2020 –  VDM Van Durme-Michiels-Trawobo CT
- 2021 –  Alpecin-Fenix Development Team
- 2022 –  Team Metalced
- 2022 –  Alpecin-Deceuninck Development Team
- 2023 –  Alpecin-Deceuninck Development Team
- 2024 –  Soudal-Quick Step
- 2025 –  Soudal-Quick Step

Alaphilippe · Asgreen · Bastiaens · Cattaneo · Černý · Evenepoel      · Gelders · Hirt · Huby · Knox · Lampaert · Lamperti · Landa · Lecerf · Magnier · Masnada · Merlier · Moscon · Pedersen · Reinderink · Serry · Svrček · Van Lerberghe · Van Wilder · Vangheluwe · Vansevenant · Vervaeke · Warlop